# توانيشا تيري
توانيشا "تي تي" تيري (من مواليد 24 يناير 1999) هي عداءة أمريكية متخصص في مسافة 100 متر. حصلت على ميداليتين ذهبيتين في بطولة العالم لألعاب القوى كجزء من الولايات المتحدة في سباق 4 × 100 متر تتابع للسيدات في بطولة العالم لألعاب القوى 2022 وبطولة العالم لألعاب القوى 2023.